# Lateinische Münzunion

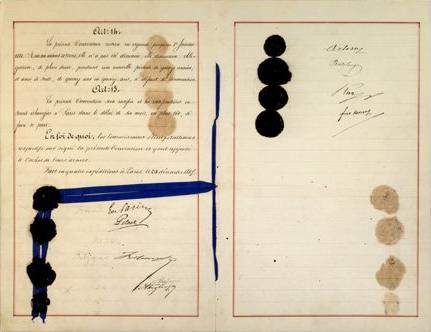
Vertragsurkunde von 1865

Die Lateinische Münzunion (offiziell Union monétaire latine) war eine Währungsunion zwischen Frankreich, Belgien, Griechenland (ab 1868), Italien und der Schweiz, die vom 23. Dezember 1865 faktisch bis 1914 und formal bis zum 31. Dezember 1926 bestand. 
Weitere Länder prägten ihre Münzen nach den Vorschriften der Münzunion, traten ihr aber nicht bei. Damit herrschte in einem Großteil Europas ein bimetallischer Silber-Gold-Standard.
Die Lateinische Münzunion gilt als einziges äußeres Ergebnis des Panlatinismus.

## Geschichte und Grundzüge der Münzunion

Übersicht der teilnehmenden (rot) und assoziierten Staaten (andere Farben) zwischen 1866 und 1914

1795 führte Frankreich als zweite dezimale Währung nach dem US-Dollar den Franc zu 100 Centimes ein. Das Gewicht der Silbermünzen war so genormt, dass ein Franc genau 5 Gramm 900/1000-Silber, also 4,5 Gramm Feinsilber wog. Innerhalb des gleichen Währungssystems wurden auch Goldmünzen geprägt, wobei das Wertverhältnis von Silber und Gold auf 1:15,5 festgelegt wurde. Nach Italien wurde dieses System mit dem Italienfeldzug Napoleons (1796/97) gebracht. In der Schweiz bestand 1798 bis 1803 die Helvetische Republik; hier ließ Frankreich eine einheitliche Währung einführen (Schweizer Franken). 1803 ging die Münzhoheit an die Kantone zurück; nachdem 1848 die Schweiz ein Bundesstaat geworden war, war der Bund für die Währung zuständig. Mit dem «Bundesgesetz über das eidgenössische Münzwesen» vom 7. Mai 1850 wurde der Franken als Währung eingeführt; er orientierte sich am französischen (Silber-)Franc.
Vor dem offiziellen Beginn der Währungsunion existierten also in mehreren Ländern ähnliche Verhältnisse, wobei teilweise die Münzen und auch Banknoten der anderen Staaten als Zahlungsmittel akzeptiert wurden. Belgien, das als Staat nach der belgischen Revolution (1830) entstanden war, führte 1832 den belgischen Franken ein. Vorbild war dabei der französische Franc; sein Kurs wurde im Verhältnis 1:1 an diesen gekoppelt. Der in der Lateinischen Münzunion festgelegte Bimetallismus zwischen Gold- und Silbermünzen drückte sich folgendermaßen aus: Zwei silberne 5-Franc-Stücke (= 45 Gramm Feinsilber) entsprachen einem goldenen 10-Francs-Stück (= 2,9032 Gramm Feingold), also 15,5:1 im Massenverhältnis der Feingehalte. Nur das silberne 5-Francs-Stück war neben den Goldmünzen als Kurantmünze vorgesehen.
Vordenker des 1865 von Frankreich initiierten Münzsystems war der Ökonom und Vizepräsident des französischen Staatsrats Félix Esquirou de Parieu (1815–1893). Er begriff das Münzsystem – über die finanzwirtschaftlichen Vorteile hinaus – als Vorstufe zu einer „europäischen Union“ mit einer „europäischen Kommission“ als politischer Leitung. Napoleon III. sah die Münzunion als Mittel einer „Hegemonie über Kontinentaleuropa“. Ein weiterer Grund für die Einführung des Münzsystems war der Wunsch, die gestörte Balance zwischen Silber- und Goldpreis wiederherzustellen, die durch die nordamerikanischen und australischen Goldfunde, die das Gold stark verbilligten, ausgelöst worden war. Außerdem sollte die Preisstabilität durch die Münzunion unterstützt werden.
1865 unterzeichneten Frankreich, Belgien, Italien und die Schweiz einen Vertrag, der (seit seinem Inkrafttreten am 1. August 1866) neben den technischen Details dieser Münzen auch die Ausgabepolitik und die gegenseitige Anerkennung einheitlich regelte. Am 21. Dezember 1868 trat Griechenland der Union bei. Schwankungen im Silber- und Goldpreis führten zu den dem Bimetallismus eigenen Problemen auch für die Münzunion, da die Kräfte des Marktes teilweise den Bestimmungen des Vertrages entgegenwirkten. Gemäß dem Greshamschen Gesetz führt ein Zwangskurs zwischen zwei Geldsorten – hier der gesetzlich festgelegte Umtauschkurs zwischen Gold- und Silbermünzen – dazu, dass die jeweils wertvolleren guten Sorten gehortet oder eingeschmolzen werden. Die schlechteren, weniger wertvollen Münzen werden dagegen zum Bezahlen genutzt. Staatlicherseits besteht ein Anreiz, vermehrt die jeweils günstiger herzustellenden Münzen bevorzugt auszuprägen und die guten Sorten einzubehalten. Dadurch kam es zeitweilig zur Knappheit bestimmter und zu übermäßigem Umlauf anderer Münzen. Das größte Problem war jedoch, dass Länder wie Italien oder Griechenland in großem Umfang Papiergeld druckten, das auf eine Währung der Münzunion lautete. Die Ausgabe von Papiergeld war in den Verträgen nicht ausdrücklich ausgeschlossen worden. Eine übermäßige Ausgabe von Geldzeichen führte zur Inflation (siehe Monetarismus).
Der Vertrag, der ursprünglich Ende 1879 auslaufen sollte, wurde am 5. November 1878 zunächst bis zum 31. Dezember 1885 erneuert, wobei aufgrund des zwischenzeitlich deutlich gesunkenen Silberpreises die Einstellung der Ausprägung der silbernen 5-Francs-Stücke beschlossen wurde.
In Deutschland waren bis 1871 Silbermünzen (Taler) vorherrschend, deren Wert grundsätzlich durch ihren Silbergehalt gedeckt war (Silberstandard; Kurantgeld). Nach 1871 wurde – dem englischen Vorbild folgend – der Silber- durch den Goldstandard abgelöst. Damit verlor das Silber weitgehend seine monetäre Bedeutung. Das Wertverhältnis sank von 1:14 einige Zeit lang auf 1:100, später stieg es wieder etwas an. Ab 1873 fiel der Silberpreis aufgrund der großen deutschen Silberverkäufe. Die Silberinflation in den 1880er Jahren veranlasste die Lateinische Münzunion, 1885 den Goldstandard einzuführen. Am 6. November 1885 kam ein neuer Vertrag mit teilweise geänderten Bestimmungen zustande, der bis zum 1. Januar 1891 in Kraft bleiben und sich danach stillschweigend jeweils um ein weiteres Jahr verlängern sollte, sofern keine Vertragskündigung durch einen Mitgliedsstaat ausgesprochen wurde.
Eine Regelung zum Papiergeld existierte nicht. Diese Regelungslücke nutzten Italien und Griechenland, um den Papiergeldumlauf zu steigern, was zu einer Inflation führte. Die italienischen und griechischen Silberscheidemünzen flossen deshalb aus diesen Ländern ab in andere Länder der Lateinischen Münzunion und fehlten im Münzsystem Italiens und Griechenlands. Italien beantragte deshalb 1893, Griechenland 1908 eine Nationalisierung seiner Silberscheidemünzen (im griechischen Fall nur der zu ein und zwei Drachmen, nicht der übrigen). Die Münzen wurden in den anderen Ländern der Lateinischen Münzunion eingezogen und galten fortan dort nicht mehr als gesetzliches Zahlungsmittel. Sie wurden in die Ursprungsländer zurückgeschickt; die einziehenden Länder erhielten dafür Entschädigungsleistungen von Italien und Griechenland. In Griechenland wurden diese Münzen verwendet, um die Papierscheine im Nennwert von ein und zwei Drachmen zu ersetzen. Dies bedeutete jedoch keinen Ausschluss Griechenlands aus der Lateinischen Münzunion, wie es in manchen Medien im Jahr 2015 im Zusammenhang mit der Möglichkeit eines Ausscheidens Griechenlands aus der Eurozone (Grexit) im Rahmen der griechischen Staatsschuldenkrise immer wieder behauptet wurde. Vielmehr blieb Griechenland ununterbrochen Mitglied der Lateinischen Münzunion bis zu deren Auflösung 1927. Zu diesem Ergebnis kommt auch ein Artikel von Herbert Hutar in der Wiener Zeitung.
Am 4. November 1908 wurde Belgisch-Kongo offiziell Mitglied der Münzunion.
Der Erste Weltkrieg führte zu einem enormen Geldbedarf. Die Vertragsstaaten (mit Ausnahme der Schweiz) sahen sich gezwungen, sich von einer Währung auf Edelmetall-Kurantmünzen-Basis abzuwenden. Teile des Vertragswerkes wurden nach und nach aufgehoben. Auch die Skandinavische Münzunion wurde als Folge des Ersten Weltkriegs aufgehoben. Nach der De-facto-Auflösung der Lateinischen Münzunion kündigte Belgien 1926 seine Mitgliedschaft auf. Zum 1. Januar 1927 setzte die Schweiz als letztes Land die Münzen der anderen Staaten außer Kurs.

## Münzausprägungen
Jeder Mitgliedsstaat prägte eigene Münzen mit eigenen Währungsbezeichnungen. Die Währungseinheiten, die im Verhältnis von 1:1 zueinander standen, waren der Franc zu 100 Centimes in Frankreich und Belgien, der Franken zu 100 Rappen in der Schweiz, die Lira zu 100 Centesimi in Italien und die Drachme zu 100 Lepta in Griechenland.
Folgende Münzen waren nach den Bestimmungen des Vertrags zugelassen:
| Nennwert | Masse   | Durchmesser | Metall               |
| -------- | ------- | ----------- | -------------------- |
| 100 Fr.  | 32,26 g | 35 mm       | Gold 900/1000 fein   |
| 050 Fr.  | 16,13 g | 28 mm       | Gold 900/1000 fein   |
| 020 Fr.  | 06,45 g | 21 mm       | Gold 900/1000 fein   |
| 010 Fr.  | 03,23 g | 19 mm       | Gold 900/1000 fein   |
| 005 Fr.  | 01,61 g | 17 mm       | Gold 900/1000 fein   |
| 005 Fr.  | 25,00 g | 37 mm       | Silber 900/1000 fein |
| 002 Fr.  | 10,00 g | 27 mm       | Silber 835/1000 fein |
| 001 Fr.  | 05,00 g | 23 mm       | Silber 835/1000 fein |
| 0,50 Fr. | 02,50 g | 18 mm       | Silber 835/1000 fein |
| 0,20 Fr. | 01,00 g | 16 mm       | Silber 835/1000 fein |
Vor der Einführung der Vertragsnormen wurden nach diesem System auch Goldmünzen zu 40 Francs und 80 Francs (Lire) sowie Silbermünzen zu 0,25 Franc geprägt. Diese wurden bald nach der Vertragsunterzeichnung eingezogen, ebenso ältere Münzen, die zwar den Gewichten des Vertrages entsprachen, jedoch nicht dem Feingehalt oder dem Durchmesser. Nicht alle zugelassenen Münzen wurden auch von allen Mitgliedsländern geprägt.
Die Münzen von 2 Francs abwärts wiesen einen geringeren Feingehalt auf, was bedeutete, dass ihr Nennwert nicht vollständig durch ihren Metallwert gedeckt war, womit es sich um Scheidemünzen handelte. Scheidemünzen aus unedlen Metallen waren nicht Bestandteil des Vertrages und wurden je nach Mitgliedsstaat nach verschiedenen Normen herausgegeben.
Es bestand für die öffentlichen Kassen der Mitgliedsländer Annahmezwang für die Goldmünzen und die 5-Francs-Stücke (entsprechend Lire, Schweizer Franken und Drachmen). Bei kleineren Silber-Nominalen war er auf 100 Francs beschränkt. Der Umlauf des eigenen Papiergelds und von fremden Währungen war in die Regelungshoheit jedes Mitgliedsstaates gestellt.

## Übernahme des Systems der Münzunion ohne Vertragsbeitritt

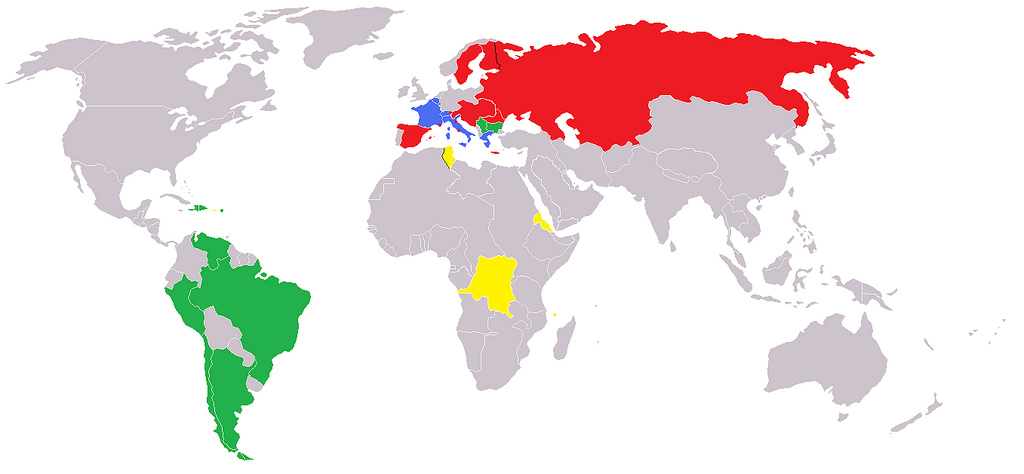
Lateinische Münzunion 1914:
Mitgliedstaaten der Lateinischen Münzunion
Teilnahme über bilaterale Abkommen
Teilnahme durch unilaterale Einführung
Kolonien und Protektorate der Mitgliedstaaten

Folgende Staaten und Gebiete prägten Münzen nach demselben System, aber mit eigener nationaler Währungsbezeichnung, ohne der Münzunion offiziell beigetreten zu sein:
- Finnland 1860–1918
- Kirchenstaat 1866–1870
- Rumänien 1867–1944
- Spanien 1869–1934
- Serbien 1873–1915
- Venezuela 1879–1965
- Bulgarien 1880–1916
- Argentinien 1881–1893
- Tunesien 1891–1928
- Dänisch-Westindien 1904–1905
- Polen 1924–1925
- Albanien 1925–1938
- Österreich-Ungarn
- Montenegro
- Monaco

## Charakter als Zahlungsmittel in den Vertragsstaaten
Die von den Nichtmitgliedern nach dem System der Münzunion geprägten Münzen waren in den Vertragsstaaten keine gesetzlichen Zahlungsmittel; einige davon (die Gold- und großen Silbermünzen) zirkulierten aber trotzdem international.
Indirekt waren auch Österreich-Ungarn und Russland über deren fast geraden Wechselkurs: 4 Gulden (ab 1892: 8 Kronen) = 10 Francs bzw. 1 (Gold-)Rubel = 4 Francs faktisch Mitglied in diesem Währungsverbund. Bereits ab 1870 prägte Österreich-Ungarn Goldmünzen zu 4 und 8 Gulden als Handelsmünzen, die die zusätzliche Wertbezeichnung 10 Fr bzw. 20 Fr trugen.
Die russisch-finnischen Goldmünzen zu 10 und 20 Markka entsprachen ebenfalls im Feingehalt den 10- bzw. 20-Francs-Stücken, während die Silbermünzen nicht nach den Vorschriften der Lateinischen Münzunion ausgeprägt wurden.

## Abbildungen von Münzen

Münzen der Vertragsländer
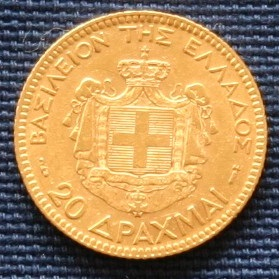
Griechenland 1884 20 Drachmen
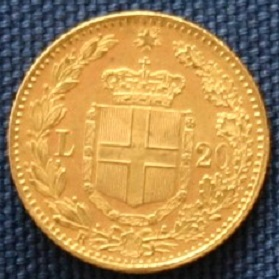
Italien 1882 20 Lire
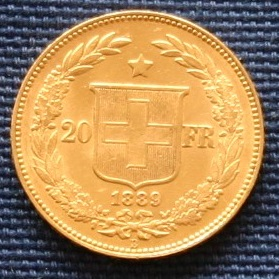
Schweiz 1889 20 Franken
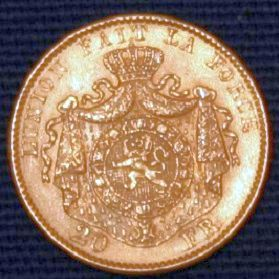
Belgien 1874 20 Francs

Münzen einiger Nichtvertragsländer
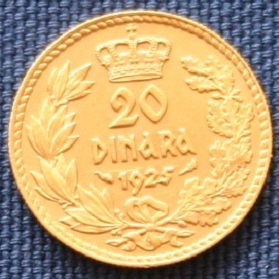
Königreich Jugoslawien 1925 20 Dinare
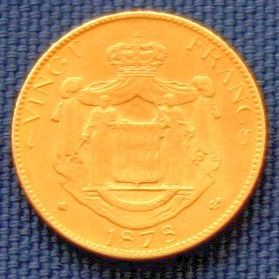
Monaco 1879 20 Francs
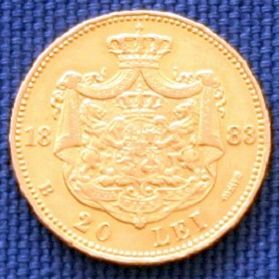
Rumänien 1883 20 Lei
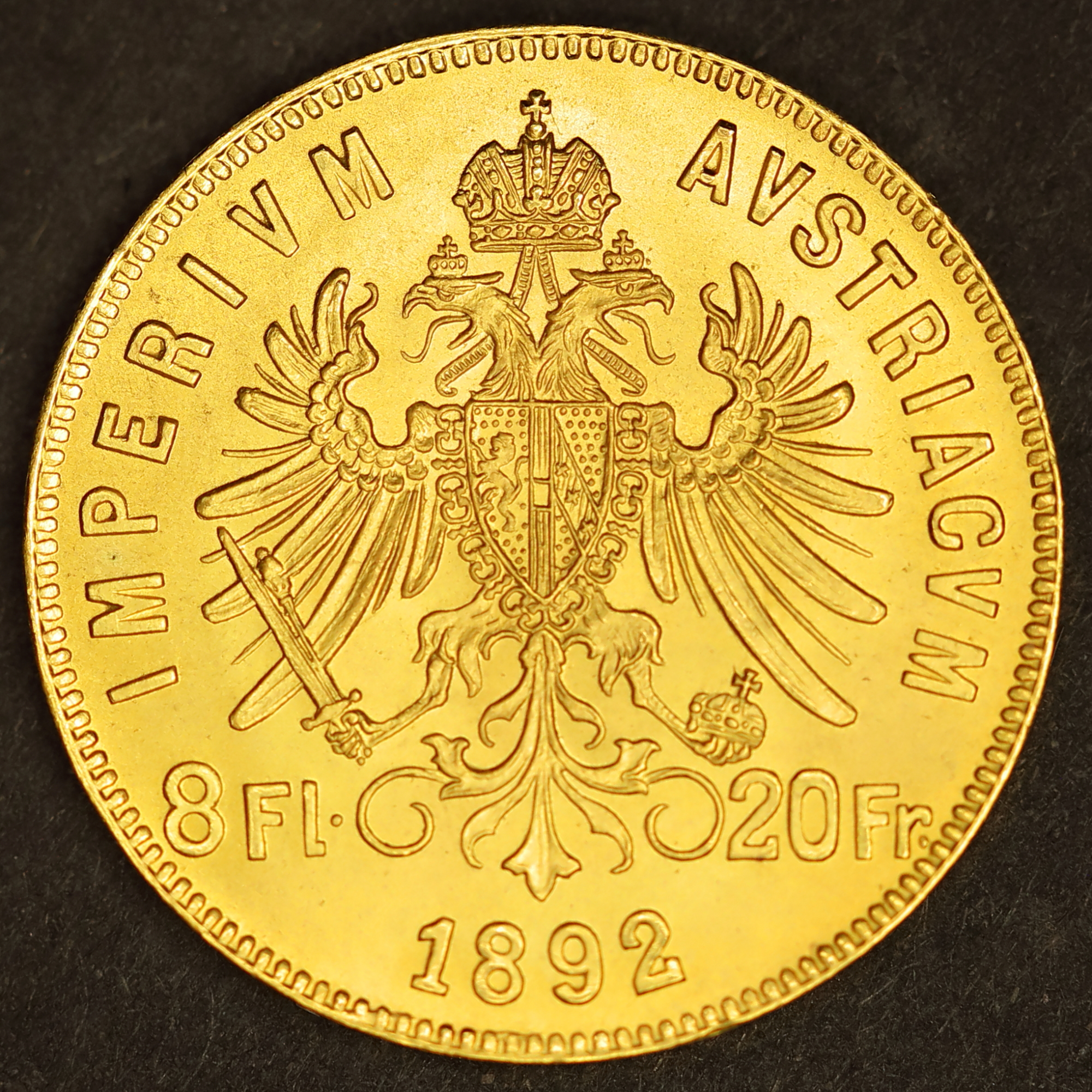
Österreich/Ungarn 1892 20 Franken (= 8 Gulden/Florin)

## Volkswirtschaftliche Schlussfolgerungen
Die österreichische Ökonomin Theresia Theurl bewertete zwischenstaatliche Währungsunionen als prinzipiell instabil, da die Souveränität der Einzelstaaten die Einhaltung der Regeln infrage stellt. „Alle Monetären Unionen, die keine vollständigen Politischen Unionen waren, blieben temporäre Arrangements. Sie lösten sich auf.“
Der deutsche Historiker Dominik Geppert schließt es aufgrund der Geschichte der lateinischen Währungsunion aus, dass machtpolitische Rivalitäten durch eine Währungsunion beendet werden könnten. Eine solche Ordnung brauche außerdem unbedingt eine Regelung zum Austritt. Die zwischenstaatlichen Vereinbarungen seien außerdem fragil und nicht unbedingt glaubwürdig.
Ein plausibler Grund für die Auflösung der Lateinischen Münzunion war der erhebliche Unterschied in der wirtschaftlichen Entwicklung der Mitgliedsländer.